# Nazi-Vergleich

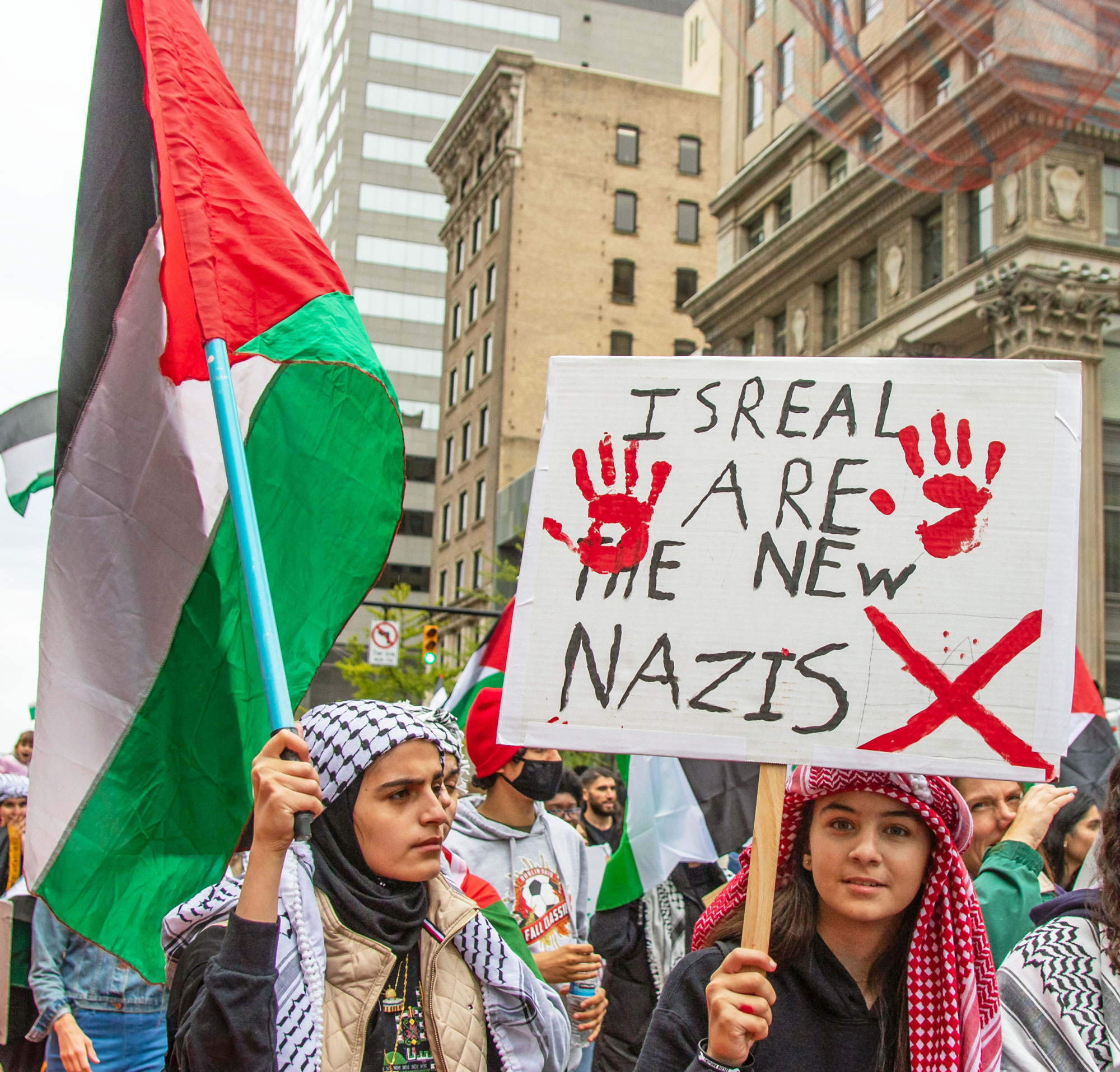
Teilnehmer einer Demonstration gegen das israelische Vorgehen im Krieg gegen die Hamas, Columbus (Ohio), 22. Oktober 2023. Auf seinem Schild wird in falschem Englisch Israel als „die neuen Nazis“ bezeichnet.

Nazi-Vergleiche sind Vergleiche von Ereignissen, Personen oder Institutionen mit denen der Zeit des Nationalsozialismus. Darunter fallen auch NS-Vergleiche, Hitlervergleiche, Reductio ad Hitlerum, Goebbels-Vergleiche oder Vergleiche mit anderen führenden Personen des NS-Staats.

## Begriffsverwendung
Der Begriff Nazi-Vergleich wurde nach den Sprachwissenschaftlern Thorsten Eitz und Georg Stötzel als Neologismus in den 1980er-Jahren durch die Massenmedien eingeführt und taucht seitdem insbesondere in Pressekommentaren immer wieder auf. Beschrieben wird mit dem Begriff eine diskursive Praxis, die die Konversationsmaximen verletze und die kognitive Rolle des Vergleichs bewusst missbrauche. Er wird in diesem Zusammenhang oft als sogenannter Fehlschluss bzw. Totschlagargument verwendet und in politischen Debatten auch zur Diffamierung des politischen Gegners missbraucht. Der Historiker Jürgen Kocka etwa bezeichnet die Gleichsetzung der DDR mit dem NS-Regime (beide „gleich verbrecherisch, beide zum ‚Reich des Bösen‘“) als „missbräuchliches Totschlagargument“. Sie ist zu unterscheiden von diesbezüglichen wissenschaftlichen Vergleichen.
Wie aber das Beispiel des Freisler-Vergleichs zeigt, sind Nazi-Vergleiche nicht immer wegen Beleidigung (§ 185 StGB) strafbar. Gegenüber dem Recht des Bürgers, Maßnahmen der öffentlichen Gewalt auch mit drastischen Worten zu kritisieren, müsse eine Beeinträchtigung der Ehre der Richter (sofern keine Schmähkritik vorliegt) gegenüber der Meinungsäußerungsfreiheit grundsätzlich dann zurücktreten, wenn der Vorwurf Teil einer umfassenderen Meinungsäußerung ist und der Durchsetzung legitimer prozessualer Rechte dient.
Nach dem Politologen Norbert Seitz gehört „die Nazi-Analogie […] seit Gründung der Bundesrepublik zum probaten Totschlagarsenal in der politischen Auseinandersetzung“. Er unterschied drei Verwendungsphasen: Im Kalten Krieg durch Gleichsetzungen des „real-existierenden Sozialismus“ mit dem NS-Staat als antikommunistisches Propagandamittel der politischen Rechten, in den 1960er-Jahren die Kritik der Linken von der APO aufgrund moralischer Empörung gegenüber dem Umgang in der Bundesrepublik mit der NS-Vergangenheit. Schließlich verwendete man den NS-Vergleich nach dem sogenannten Historikerstreit 1986 infolge einer „wachsenden Skandalisierung von Politik“ und der „Enthistorisierung des Holocaust“. Seitz zufolge ist aber der Vergleich kein rein deutsches Phänomen, da weltweit viele verbrecherische Diktatoren und politische Führer mit Hitler verglichen werden, wie etwa seit den 1990er Jahren: Saddam Hussein, Slobodan Milošević, Jassir Arafat, Osama bin Laden. Gleichzeitig tauche die Schoah als Metapher im Kuwait-Feldzug Desert Storm 1991 auf, während des Kosovo-Krieges 1998 wie nach den Terroranschlägen am 11. September 2001 im israelisch-palästinensischen Dauerkonflikt oder im Kampf gegen die Taliban als „Äquivalent zu Hitlers SS“. Der Holocaust würde international längst als Metapher für das „absolut Böse“ verwandt. Die Vergangenheit werde nach dem Sozialpsychologen Harald Welzer enthistorisiert und lasse sich als „legitimatorisches Label im Kampf gegen böse Staaten und Diktatoren einsetzen“.
NS-Vergleiche, insbesondere zum Holocaust wie etwa „Babycaust“ (Abtreibungen), werden daher auch als Relativierung der Verbrechen des Nationalsozialismus kritisiert. Insbesondere wurden solche Vergleiche in der katholischen Kirche sowie der Umwelt- und Friedensbewegung häufig genutzt, nachdem der Begriff Holocaust 1979 in Deutschland durch die gleichnamige Fernsehserie als neues „Horrorwort“ entdeckt wurde und etwa als Warnung vor einer Nukleargefahr diente. Nach Stötzel und Eitz wurde so aus einer nicht stattgefundenen Vergangenheitsbewältigung eine „Bewältigung der Gegenwart“. Ereignisse, die im allgemeinen Verständnis historisch einzigartig sind, würden durch Vergleiche relativiert sowie „zum Zweck der Instrumentalisierung in heutigen Auseinandersetzungen“ gebraucht. Begriffe Rechtsextremer wie „Bomben-Holocaust“ dienten dagegen der „Aufrechnung“.
Die französische Sprachwissenschaftlerin Marie-Hélène Pérennec stellte eine Häufung von Nazi-Vergleichen seit Ende der 1990er Jahre fest und meinte, „dass der politische Diskurs sich seit einem Jahrzehnt so radikalisiert hat, dass derartige Entgleisungen beinahe allen Rednern passieren können und dass es schwierig wird, zwischen Provokation und Ungeschicklichkeit zu unterscheiden“. Zur Erklärung der Zunahme verweist sie auf Harald Welzers Aufmerksamkeitsvermutung: „Aufmerksamkeit kriegen Sie immer, wenn Sie die Nazi-Karte spielen.“ Doch Pérennec vermutet: „Inzwischen haben sich die Menschen an diese Beschimpfungen gewöhnt und beachten sie kaum noch.“ Die wichtigste Folge dieses Prozesses sei jedoch „die Verharmlosung der Verbrechen der Nazis“, die durch die Gewöhnung an NS-Vergleiche verursacht werde.
Der Soziologe und Antisemitismusbeauftragte von Berlin Samuel Salzborn sagte, bei NS-Vergleichen, wie sie beispielsweise von Corona-Leugnern gezogen würden, handele es sich „um eine geschichtsrevisionistische Relativierung der Shoah, bei der die antisemitische Vernichtungspolitik auf infame Weise instrumentalisiert“ werde. Die Verschwörungsgläubigen phantasierten „sich in eine Opferrolle, die die demokratische Politik dämonisieren und delegitimieren“ solle. Man überhöhe die eigene Rolle, stelle sich als mutigen Widerstandskämpfer dar und diffamiere politische Gegner als Nazis und Faschisten, gleichzeitig würden die tatsächlichen Schrecken und Verbrechen der Nazi-Diktatur relativiert. Salzborn sprach dementsprechend von einer „Doppelinstrumentalisierung im Geist der antisemitischen Täter-Opfer-Umkehr“.
Mit Bezug auf den Zweiten Historikerstreit, in dem es um das Gedenken an Kolonialverbrechen und an den Holocaust sowie um dessen vielfach reklamierte Singularität geht, stellt der Direktor der Bildungsstätte Anne Frank Meron Mendel fest, das ein Vergleich keineswegs die Identität der beiden verglichenen Ereignisse impliziert, sondern vielmehr kriteriengeleitet Gemeinsamkeiten, Ähnlichkeiten und Unterschieden feststellt. Insofern ließen sich „Äpfel und Birnen – entgegen dem Sprichwort – ganz wunderbar miteinander […] vergleichen“. Auch wenn der Holocaust ein präzendenzloses Ereignis sei, dürfe er durchaus mit anderen  historischen Verbrechen verglichen werden, zumal die Erkenntnis seiner Einzigartigkeit einen Vergleich denknotwendig voraussetze.

## Beispiele
- In einem offenen Brief, den Hannah Arendt, Albert Einstein und andere jüdische Intellektuelle am 4. Dezember 1948 in der New York Times veröffentlichten, protestierten sie gegen den Besuch des israelischen Politikers Menachem Begin in den USA, weil dessen Partei Cherut in ihren „Methoden, in ihrer politischen Philosophie und sozialen Anziehungskraft den Nazis und den faschistischen Parteien sehr ähnlich“ sei.[19]
- Die deutsche Bundesjustizministerin Herta Däubler-Gmelin wurde 2002 nicht wieder berufen,[20] nachdem man ihr vorgeworfen hatte, die Politik von George W. Bush in die Nähe derjenigen Adolf Hitlers gerückt zu haben.[21]
- Am 3. Mai 2005 veröffentlichte Michael Wolffsohn in der Rheinischen Post einen Essay zur sogenannten Heuschreckendebatte mit dem Namen „Zum 8. Mai“, dem 60. Jahrestag der bedingungslosen Kapitulation der Wehrmacht:

„60 Jahre ‚danach‘ werden heute wieder Menschen mit Tieren gleichgesetzt, die – das schwingt unausgesprochen mit – als ‚Plage‘ vernichtet, ‚ausgerottet‘ werden müssen. Heute nennt man diese ‚Plage‘ ‚Heuschrecken‘, damals ‚Ratten‘ oder ‚Judenschweine‘. Worte aus dem Wörterbuch des Unmenschen, weil Menschen das Menschsein abgesprochen wird.“

- Mehrere deutsche Tageszeitungen, unter anderem die Frankfurter Rundschau, sahen sich 2009 vor russischen Gerichten mit Schmerzensgeldforderungen konfrontiert, nachdem sie die Jugendbewegung „Naschi“ mit der Hitler-Jugend verglichen haben sollen.[23]
- Der Kardinal Joachim Meisner zog in seiner Allerheiligenpredigt 2009 Parallelen zwischen Auffassungen von Richard Dawkins und denen der Nationalsozialisten, indem er schrieb: „Ähnlich wie einst die Nationalsozialisten im einzelnen Menschen primär nur den Träger des Erbgutes seiner Rasse sahen, definiert auch der Vorreiter der neuen Gottlosen, der Engländer Richard Dawkins, den Menschen als ‚Verpackung der allein wichtigen Gene‘, deren Erhaltung der vorrangige Zweck unseres Daseins sei.“[24]
- Auf einer Weihnachtsfeier der Kassenärztlichen Vereinigung im Jahr 2012 stellte ihr Vorsitzender Andreas Köhler die europäische Einigung in eine Reihe mit der Eroberungspolitik der Nationalsozialisten:

„Julius Cäsar, Karl der Große, Napoleon, Adolf Hitler, Angela Merkel – die Liste der Staatsleute, die versuchten, Europa zu einigen, ist sehr lang. Und stets scheiterten die Bemühungen an folgendem: Niemand kann sich vorstellen, zusammen in ein und demselben Haus Europa zu wohnen.“

- Als 2012 die ethische Vertretbarkeit von religiös motivierten Beschneidungen an minderjährigen Jungen im deutschsprachigen Raum diskutiert wurde, äußerte sich dazu Ariel Muzicant in der Kleinen Zeitung, ein Verbot der Beschneidung „wäre dem Versuch einer neuerlichen Shoah, einer Vernichtung des jüdischen Volkes, gleichzusetzen – nur diesmal mit geistigen Mitteln“.[26][27]
- Nach entsprechenden Vorwürfen der türkischen Regierung gegenüber Deutschland und den Niederlanden aufgrund Absagen von Wahlkampfveranstaltungen türkischer Politiker im März 2017 wiesen Holocaustüberlebende im Internationalen Auschwitz Komitee „mit zunehmender Empörung und Fassungslosigkeit die absurden Nazi-Vergleiche durch türkische Politiker“ als Diskriminierungs- und Einschüchterungsversuche gegenüber europäischen Demokratien zurück.[28]
- Im April 2017 erregte der Pressesprecher des Weißen Hauses Sean Spicer Aufsehen, als er den syrischen Präsidenten Baschar al-Assad wegen des von ihm befohlenen Giftgaseinsatzes im syrischen Bürgerkrieg für verabscheuungswürdiger als Hitler befand, denn dieser habe im Zweiten Weltkrieg auf den Einsatz von Giftgas verzichtet. Zwar habe er die Juden vergast, Assad aber sein eigenes Volk. Ein Kritiker der Los Angeles Times machte darauf aufmerksam, dass Spicer damit einen historisch falschen Unterschied zwischen Juden und dem deutschen Volk konstruiere. Auch seine Bezeichnung „Holocaust centers“ statt Vernichtungslager beweise große Ahnungslosigkeit.[29]
- Mit Beschluss vom 31. Mai 2017 entschied das Oberlandesgericht München, es könne noch Wahrnehmung berechtigter Interessen sein, einen Richter mit Roland Freisler zu vergleichen, sofern dies im Rahmen eines anhängigen Gerichtsverfahrens geschehe und die juristische Argumentation im Kampf ums Recht nicht völlig in den Hintergrund trete.[30][31][32] Der Senat bemerkte allerdings ausdrücklich, dass die Entscheidung – unabhängig von der Straflosigkeit im konkreten Fall – nicht als Billigung der Äußerung und der Vorgehensweise des Angeklagten missverstanden werden dürfe.[33] Die Auseinandersetzung mit tatsächlich oder vermeintlich falschen Entscheidungen oder Vorgehensweisen von Behörden habe grundsätzlich allein mit den Mitteln zu erfolgen, die die jeweiligen Verfahrensordnungen zur Verfügung stellen[34][35], ohne dass Anlass und Raum für verletzende und kränkende, die gebotene sachliche Atmosphäre lediglich vergiftenden Angriffe auf die handelnden Personen bliebe.[8][36] Das Landgericht Köln lehnte dagegen bei einem ähnlichen Freisler-Vergleich durch einen Rechtsanwalt im Juli 2024 eine Wahrnehmung berechtigter Interessen bei „vorläufiger Bewertung nach derzeitigem Verfahrensstand“ ab, bejahte hinreichenden Tatverdacht hinsichtlich strafbarer Beleidigung und eröffnete das Hauptverfahren vor dem Amtsgericht Brühl.[37]
- Nachdem die demokratische Kongressabgeordnete Alexandria Ocasio-Cortez die Flüchtlingslager an der Südgrenze der USA als Konzentrationslager bezeichnet hatte, entstand in den USA eine Debatte über die Zulässigkeit solcher Vergleiche.[38] Das United States Holocaust Memorial Museum veröffentlichte im Juni 2019 eine Erklärung, die alle Analogien zum Holocaust als grundsätzlich unzulässig zurückwies.[39] Dagegen wandten sich über 500 Wissenschaftler, darunter Omer Bartov, Timothy Snyder und David Abraham, in einem offenen Brief und bezeichneten die Haltung des Museums als „zutiefst ahistorisch“. Es sei der „Wesenskern der Holocaustpädagogik, die Öffentlichkeit vor gefährlichen Entwicklungen zu warnen, die Menschenrechtsverletzungen, Schmerz und Leid förderten. Auf Ähnlichkeiten in anderen Zeiten und Räumen hinzuweisen sei dafür essenziell.“[40]
- Auf einer Querdenken-Veranstaltung in Kassel Ende 2020 verglich sich eine junge Rednerin mit der vom NS-Regime hingerichteten Sophie Scholl, was in Medien und Öffentlichkeit breite Kritik auslöste. Querdenken-Aktivisten nähten sich wiederholt einen „Judenstern“ mit der Aufschrift „ungeimpft“ an die Kleidung, was an die Stigmatisierung von Juden in der NS-Zeit erinnert.[17]
- Mahmud Abbas, Präsident der Palästinensischen Autonomiebehörde, behauptete in einer Pressekonferenz in Berlin am 16. August 2022 mit dem deutschen Bundeskanzler Olaf Scholz, dass „Israel seit 1947 bis zum heutigen Tag 50 Massaker in 50 palästinensischen Orten begangen“ habe und fügte hinzu: „50 Massaker, 50 Holocausts.“[41]
- Während des Krieges in Israel und Gaza 2023 wurden häufig sowohl die Hamas als auch Israel mit Nationalsozialisten und ihren Verbrechen verglichen. So rechtfertigte Ministerpräsident Benjamin Netanjahu die Kriegführung seiner Regierung als „Selbstverteidigung gegen einen zweiten Holocaust“.[42]